# معثنيات
المعثنيات (الاسم العلمي: Compsopogonales) هي رتبة من النباتات الحمراء تتبع طائفة المعثنانية.

## التصنيف
- المعثنيات
  - المعثنات
    - المعثنة